# Agriphila geniculea
Agriphila geniculea — вид лускокрилих комах родини вогнівок-трав'янок (Crambidae).

## Поширення
Вид поширений в Європі та Північній Африці. Присутній у фауні України.Зазвичай трапляється на сухих пасовищах, трав'янистій місцевості, піщаних дюнах, в садах та на сухих луках.

## Опис
Розмах крил 20–26 мм. Забарвлення світло-коричневе. На передніх крилах зазвичай видно дві сильно вигнуті поперечні лінії, але іноді ці лінії відсутні.

## Спосіб життя
Вид має одне покоління. Міль літає з липня по жовтень залежно від місцезнаходження. Активна у сутінках. Личинки трапляються з кінця вересня до початку травня. Живляться на костриці овечій та деяких інших травах. Вони утворюють шовкові галереї у стеблах рослин.

## Підвиди
- Agriphila geniculea geniculea (Haworth, 1811)
- Agriphila geniculea andalusiella (Caradja, 1910)[1]